# 레둑토역
레둑토역 (베트남어: Ga Lê Đức Thọ / Ga 黎德壽)은 베트남 하노이 꺼우저이군에 위치한 하노이 지하철 3호선의 철도역이다.

## 노선
- 하노이 지하철
  - 3호선